# Arche Noah Zoo Braunschweig
Arche Noah Zoo Braunschweig of Zoo Braunschweig is een dierentuin in de Duitse stad Braunschweig. De dierentuin is voornamelijk een privédierentuin en familiebedrijf en financiert zichzelf volledig van de inkomsten. De dierentuin heeft ongeveer 300 dieren, verdeeld over 50 diersoorten.

## Geschiedenis
In de jaren 1960 had Walter Siebenhaar in zijn schoenenwinkel Kattreppeln een kleine collectie van dieren. In 1964 opende Walter Siebenhaar zijn dierencollectie voor het publiek op een 1,4 hectare groot gebied en huisvestte in eerste instantie gedomesticeerde dieren. De dierentuin kreeg de naam Siebenhaar-Zoo en was vooral bedoeld als hobby. In 1968 nam Günter Pietsch de dierentuin over en veranderde de naam in Zoologischer Garten Braunschweig-Stöckheim. Het aantal exotische dieren nam daarmee toe en op sommige momenten waren er 500 dieren in de dierentuin. Op 4 oktober 1968 kreeg de dierentuin tevens een erkenning als culturele instelling van de Nedersaksische ministerie van Onderwijs.
In 1973 kwam de dierentuin in financiële moeilijkheden, ondanks vele subsidies. Om deze reden verkocht Günter Pietsch de dierentuin aan Zoologischer Garten Braunschweig-Stockheim GmbH, maar bleef zelf nog wel bestuursvoorzitter. In 1978 kochten de huidige eigenaren Edith en Uwe Wilhelm de dierentuin en veranderden de naam in Arche Noah Zoo Braunschweig. Ook kwam er een einde aan de overheidssteun. Na vele verbeteringen steeg het bezoekersaantal en maakte de dierentuin weer winst.
In de jaren 1980 en 1990 werden vele nieuwe verblijven bij gebouwd en in 1996 werd de dierentuin vergroot naar 2,9 hectare. In 2001 werd een nieuwe parkeergarage voltooid en in 2002 een nieuwe entreegebouw. Op de oude parkeerplaats kwamen later enkele nieuwe dierenverblijven.

## Dieren
Dit overzicht is mogelijk incompleet; u kunt helpen door het uit te breiden.
In de dierentuin van Braunschweig leven ongeveer 3300 dieren, verdeeld over 290 verschillende soorten. Hieronder een overzicht van de enkele diersoorten die er leven in het park.

### Reptielen
- Bijtschildpad
- Griekse landschildpad
- Groene leguaan
- Hiëroglyfensierschildpad
- Kolenbranderschildpad
- Moorse landschildpad
- Panterschildpad
- Sierschildpad
- Vierteenlandschildpad

### Vogels
- Argentijnse slobeend
- Bankivahoen
- Blauwgele ara
- Blauwvoorhoofdamazone
- Carolina-eend
- Chileense smient
- Grijze roodstaartpapegaai
- Groenvleugelara
- Grote beo
- Grote textorwever
- Kaneeltaling
- Kea
- Kluut
- Kookaburra
- Laplanduil
- Mandarijneend
- Ooievaar
- Oranjevleugelamazone
- Palawanspiegelpauw
- Ringtaling
- Roelroel
- Rode ibis
- Rood saterhoen
- Roodoorbuulbuul
- Scholekster
- Sneeuwuil
- Tijgervink
- Wilde eend
- Zebravink
- Zwartmaskeragapornis

### Zoogdieren

#### Primaten
- Berberaap
- Gewoon penseelaapje
- Goudkopleeuwaapje
- Grijsgroen doodshoofdaapje
- Pinchéaapje
- Ringstaartmaki
- Roodhandtamarin
- Snortamarin
- Witgezichtoeistiti

#### Knaagdieren
- Alpenmarmot
- bobakmarmot
- Braziliaanse cavia
- Chinese gestreepte boomeekhoorn
- Fret
- Huiscavia
- Kaapse grondeekhoorn
- Kleurmuis
- Oerzon
- Witstaartstekelvarken

#### Roofdieren
- Bunzing
- Gestreepte skunk
- Gewone wasbeer
- Jachtluipaard
- Kleinklauwotter
- Rode neusbeer
- Siberische tijger

#### Evenhoevigen
- Bezoargeit
- Chinese muntjak
- Kameroenschaap
- West-Afrikaanse dwerggeit
- Wilde kameel

#### Onevenhoevigen
- Belgisch trekpaard
- Pony
- Shetlandpony
- Wilde ezel

#### Haasachtigen
- Konijn